# Agabus bipustulatus
Agabus bipustulatus là một loài bọ cánh cứng bản địa của miền Cổ bắc (bao gồm châu Âu), miền nhiệt đới châu Phi, Cận Đông và Bắc Phi. Ở châu Âu, nó có mặt khắp nơi trờ một số quốc gia và các đảo nhỏ: quần đảo Canaria, Franz Josef Land, Gibraltar, Madeira, Malta, Moldova, Monaco, quần đảo North Aegean, Novaya Zemlya, San Marino, quần đảo Selvagens, Svalbard và Jan Mayen, và Vatican.

## Hình ảnh

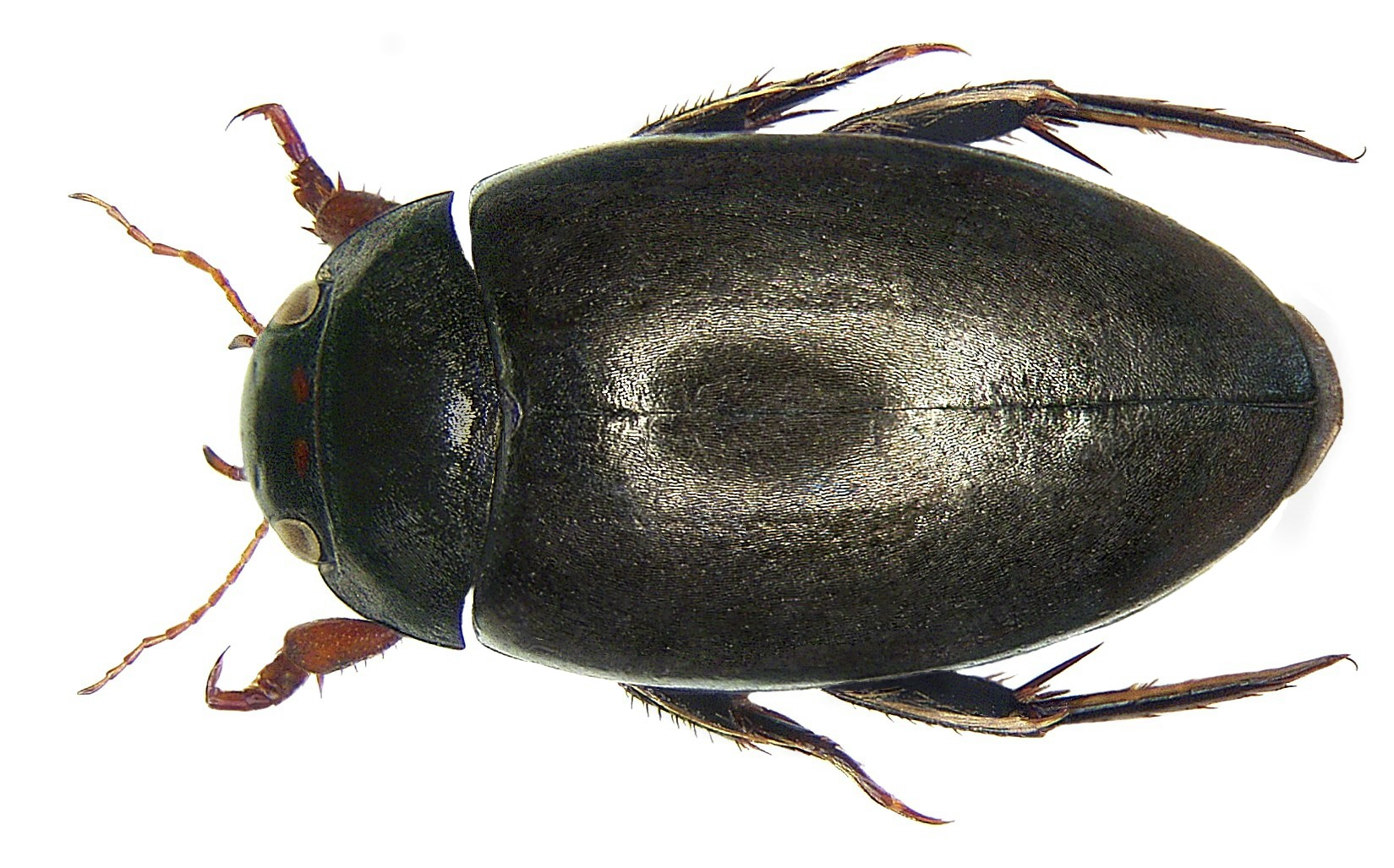
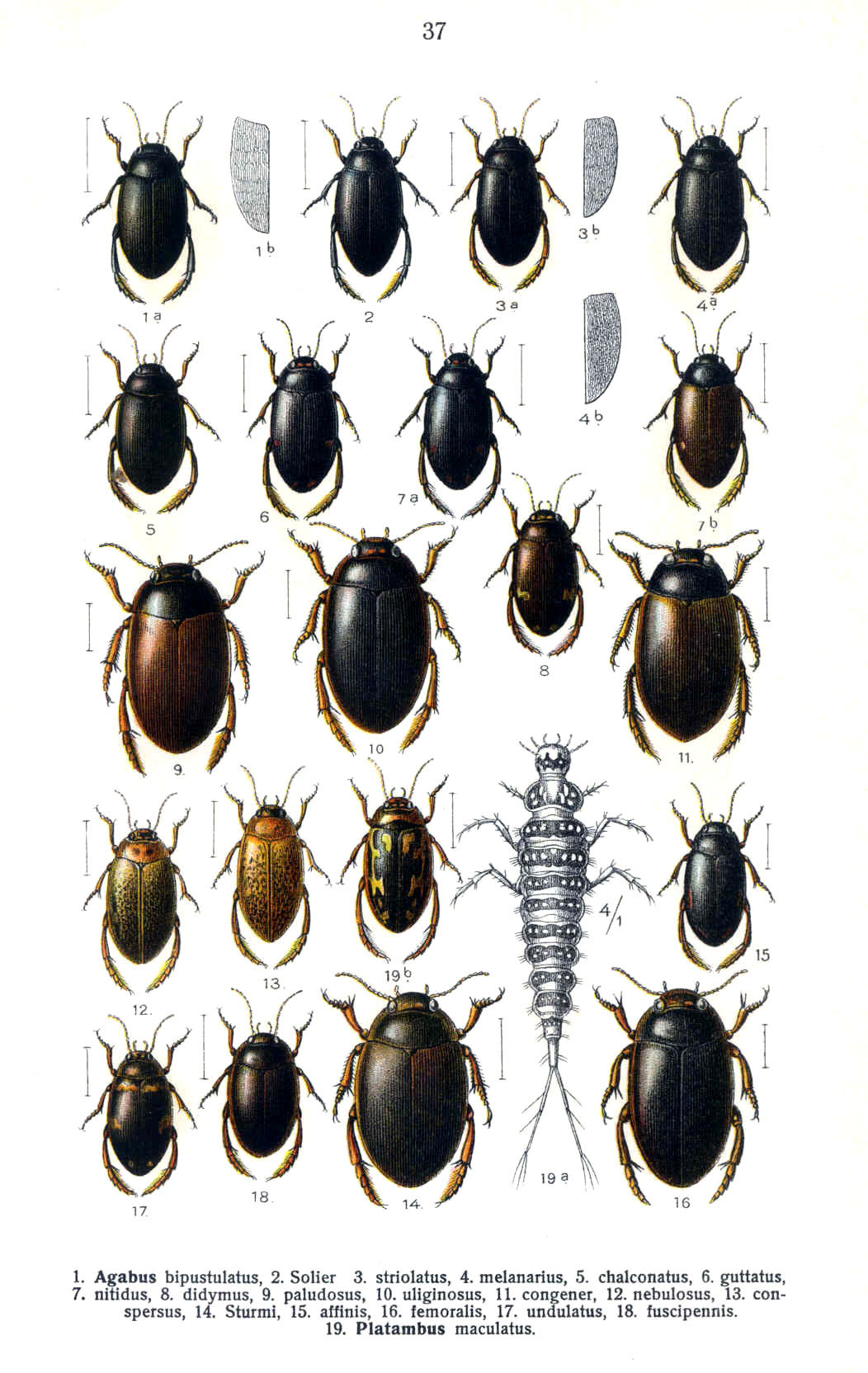
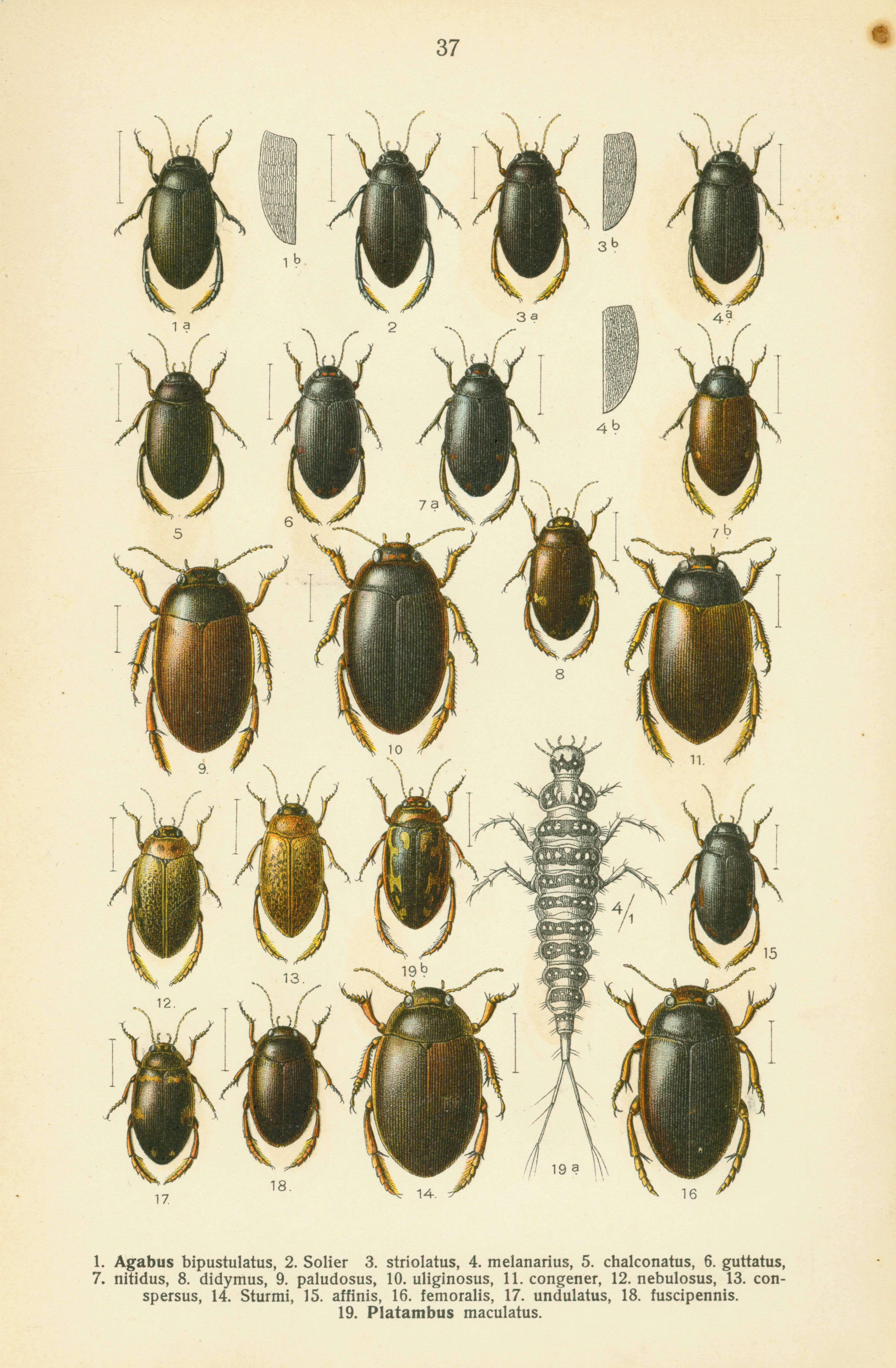